# 文化地理学
文化地理学（ぶんかちりがく）は、人文地理学のうち、文化的な要素を取り扱う一分野である。

## 概要
文化地理学は「文化」に関するトピックを扱う地理学であるが、この分野の歴史は「文化」と「文化的なもの」に関する理解の変化の歴史とも言い換えることができる。カール・サウアーらバークレー学派の地理学においては、文化地理学は人間とは自律した超有機的存在であるところの「文化」が景観に作用するプロセスを研究する学問であるとされた。1980年代のいわゆる「文化論的転回」を経た「新しい文化地理学」は、文化を社会のなかで意味が組み立てられる構築物として再定義し、文化が構築される過程での政治の働きや、さまざまな利害関係のせめぎあいのプロセスが研究の俎上にのぼった。新しい文化地理学のテクスト偏重主義的な態度は「新しい唯物論」と呼ばれる研究群を生み、そこでは社会生活の構築において物質が果たす能動的な役割が重視されることとなった。

## 学史

### バークレー学派の文化地理学

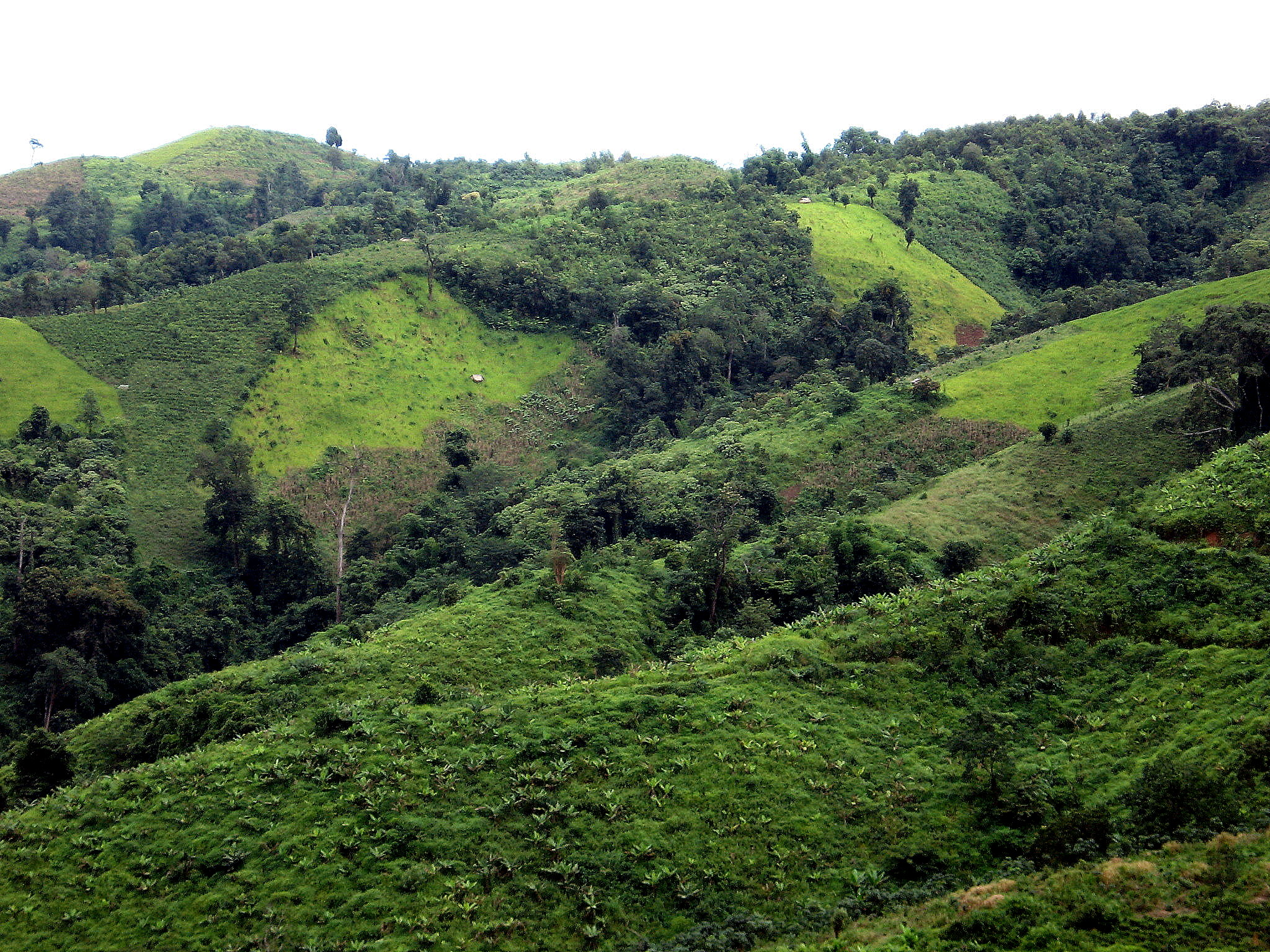
雲南省の焼畑耕作地。中俣均は、佐々木高明、中尾佐助らが提唱した照葉樹林文化論を、日本におけるバークレー学派的な文化地理学研究が生み出した成果の代表例であるとする。

文化地理学を地理学の一部門として体系化したのはカール・O・サウアーとその同僚、いわゆる「バークレー学派（英: Berkeley School）」である。彼らは文化を「超有機体」的な存在であると位置づけ、人間の考えや行動を規定する鋳型として機能すると考えた。サウアーは1925年に「景観の形態学（英: The Morphology of Landscape）」を発表し、特定の文化をもつ集団が、文化を営力として自然景観に作用することで文化景観が形作られると論じた。彼の理論は、20世紀初頭の地理学において優勢であった、自然環境が地域性を決定すると考える、環境決定論への反論でもあった。
このアプローチの文化地理学においては、農村の文化景観要素が一般的なテーマとして扱われることが多く、例えば農法の伝播、農耕の様態、建築や楽器をはじめとする民芸の様式の分布とパターン、文化固有の土地利用慣行といったものが挙げられる。サウアーは1920年代なかばから半世紀近くにわたりカリフォルニア大学バークレー校の教員として多くの後進を育成し、20世紀なかばには、サウアーらの地理学は文化地理学の代名詞とみなされるようになる。
バークレー学派の文化地理学を学問分野として明瞭に表した書籍として、1962年サウアーの門下生であるフィリップ・ワグナー（Philip Wagner）とマーヴィン・マイクセル（Marvin Mikesell）が編纂した『文化地理学リーディングス（英: Readings in Cultural Geography）』がある。ワグナーらは同著において文化地理学のテーマを「①文化」「②文化地域」「③文化景観」「④文化史」「⑤文化生態学」の5つに整理した。中俣均はこの5つのテーマは相互に関連したものであるとして、バークレー学派の地理学を
| ①文化を生活様式と捉える立場を基盤にして、特定の文化特性の面的広がりを捉えることによる②文化地域（あるいは文化領域）の確定や、そうした文化特性が地表上に織りなす③文化景観の特質を地域に即して描写し、それらの④文化史的位置づけを図る、そして最終的に⑤文化生態、すなわち文化景観が所与としての自然景観に対しての人間集団の能動的働きかけによる賜物であることを実証していく、という研究の一連の段階的手続きまたはプロセス |

であると概説している。

### 伝統的文化地理学に対する批判

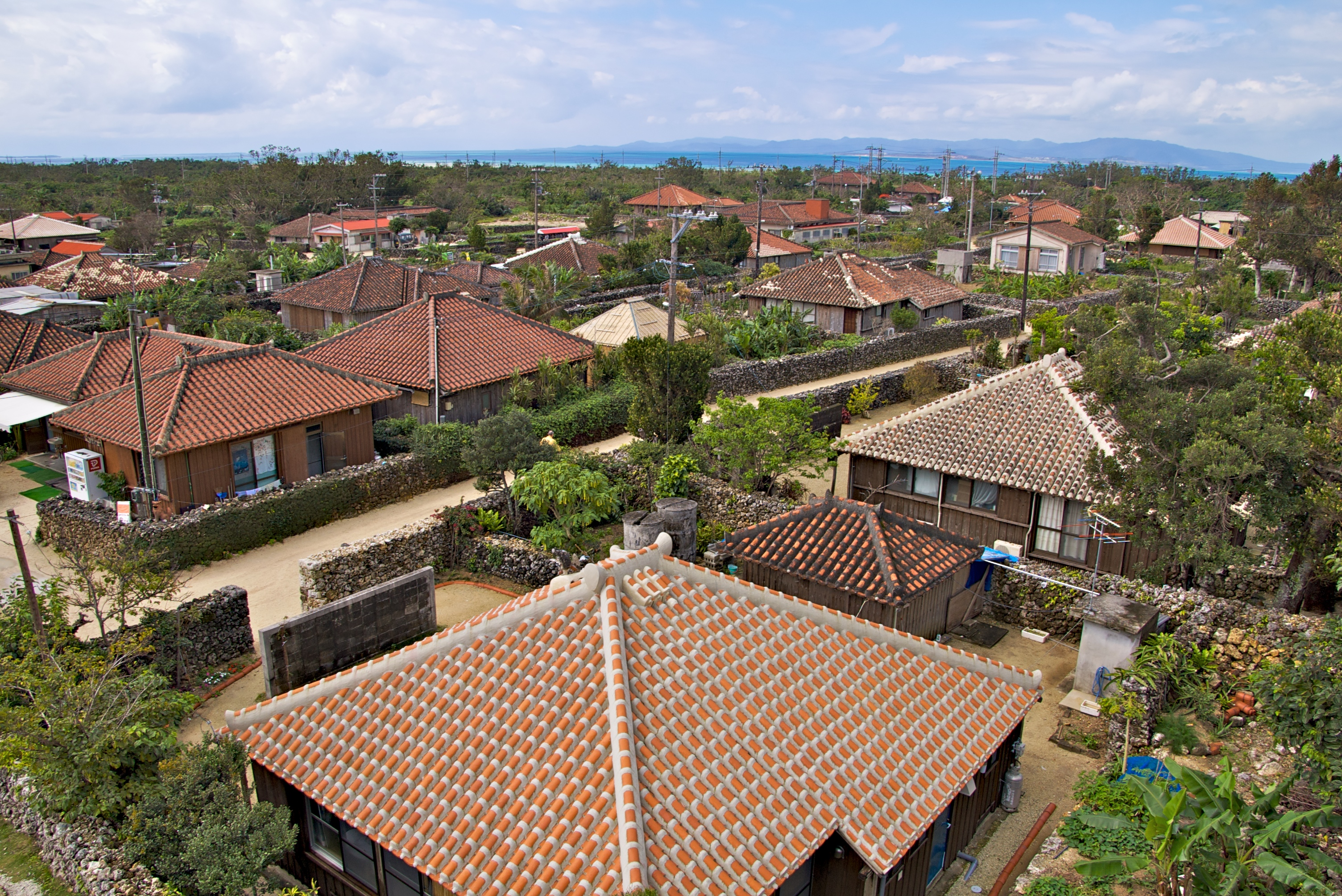
竹富島の代名詞である赤瓦の町並みは、1972年の沖縄返還以後、島外への人口流出と島外者による土地の買い占めに対抗するため、島民がアイデンティティを強化するための象徴として意識的に作り上げたものであることが知られている。このように、文化は社会的に構築されるものとしての一側面を持つ。

人文地理学は、1960年代に数理モデルと実証研究に基づく研究を志向する計量革命を経験した。1970年代にはこうした動きに反発する研究者が、マルクス主義理論を用いて不均等発展、階級対立、資本主義システムの構造的矛盾などについて論じるラディカル地理学を提唱する。こうした流れの中でも文化地理学はサウアー主義の伝統を受け継ぎ、傍流ながら命脈を保った。文化地理学は、文化生態学や政治生態学といった学際的な分野の発展に寄与したが、1970年代までには難解で非本質的な専門分野とみなされるようになった。
バークレー学派の文化地理学は、大きく分けてふたつの批判を受けることになる。ひとつは時代状況の変化にともなう効用の限界についてである。同質性の高い集団が一定の空間的領域に存在し、その文化を空間に刻印するというサウアーの考え方は、都市居住者が増え、人口や経済活動が流動的になるにつれて、しだいに成り立たないものとなった。J・B・ジャクソンはバークレー学派の景観研究が「変化しない」ことを前提とする風景を意図的に選択しており、土地に根付いた風景が、特定の時間・特定の空間に現れるものとする観点を欠いているという理由から「反歴史的」と批判した。
伝統的文化地理学に対するもうひとつの批判は、その文化概念に対するものである。同学派の文化概念はクローバーの文化超有機体説に依拠していたが、これに対する重要な批判としてジェームズ・ダンカン（James Duncan）によるものがある。ダンカンは1980年に「アメリカ文化地理学における超有機的存在（英: The super organic in American cultural geography)」を発表する。彼は、文化超有機体説に依拠する従来の文化地理学において、実際には個々の人間によって営まれる様々な地表面の出来事が、文化という自律的な「物」があたかも支配的に作り上げられているかのように描写されることを指摘し、これを「文化の物象化」と称した。また、超有機体説からは文化の物質的な特性を分布図として表す静態的な地理学しか導くことができず、個人による営みをダイナミックに捉えることはできないと論じた。ダンカンは文化超有機体説を廃し、人間同士の相互作用や社会的文脈がそのつど形づくるものとして、景観の再定義を試みた。

### 文化論的転回と「新しい文化地理学」の誕生

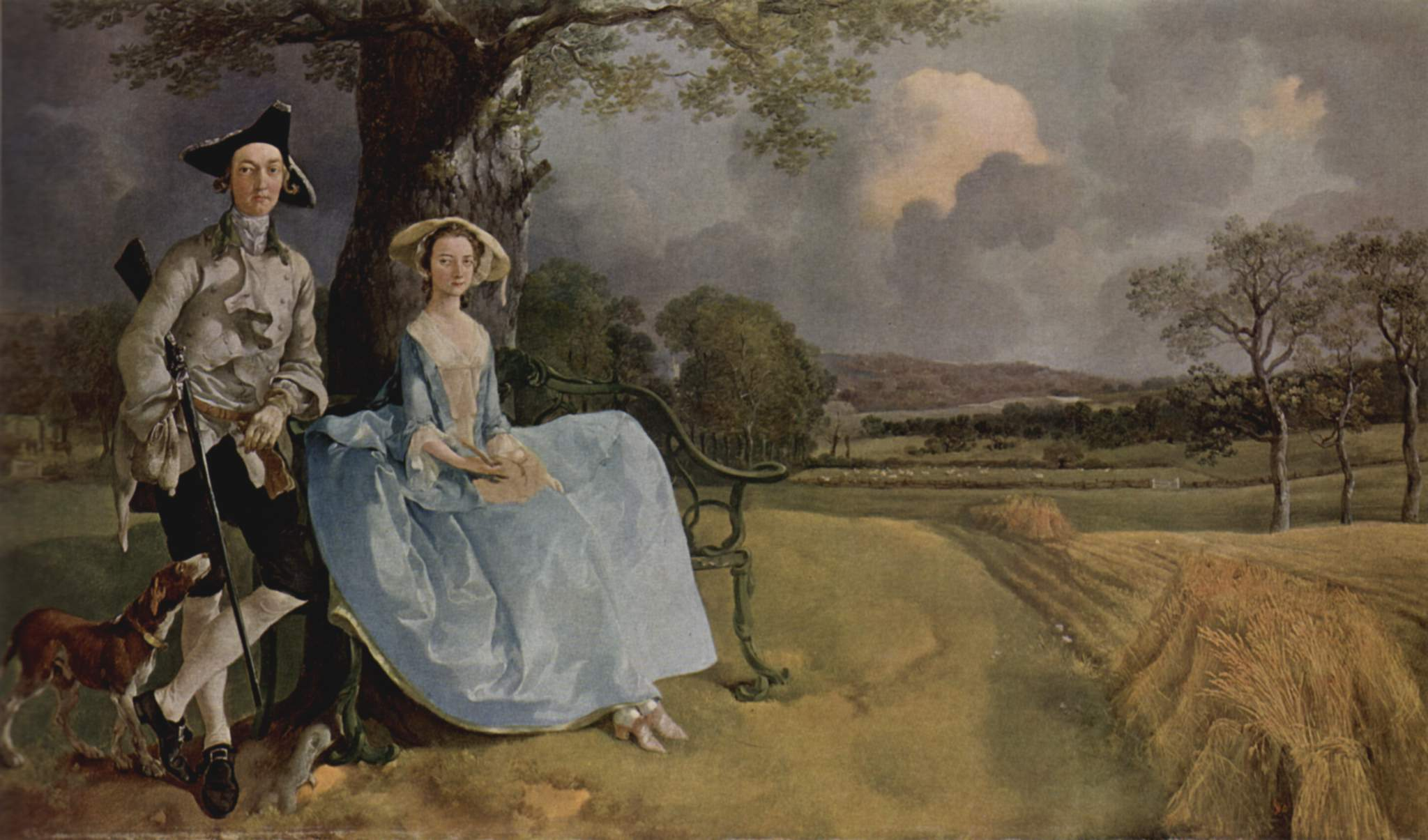
コスグローヴは風景を、特定の社会階層の「物の見方と表象の仕方」であると定義した。たとえば、トマス・ゲインズバラ「アンドリューズ夫妻」に描かれる農村風景からは、夫妻の「地主として描かれた自らの姿を見るという喜び」を見出すことができる。ここに、労働者である農夫が描かれることはない。

文化超有機体説に対する批判がつのるなか、1980年代後半にはイギリスを中心に文化論的転回と呼ばれる運動が展開される。1987年、デニス・コスグローヴとピーター・ジャクソンはユニヴァーシティ・カレッジ・ロンドンで開かれる英国地理学会の社会地理学研究グループ会議のため「文化地理学における新しい方向（英: New directions in cultural geography）」と銘するレビューを発表した。彼らは文化本質主義的で、主に農村の静態的な空間現象を対象にしたバークレー学派を批判し、「歴史的なものと同時に現代的、空間的なものと同時に社会的なもの、農村的なものと同時に都市的なもの」を対象に捉える「新しい方向」の文化地理学を提唱した。
人文地理学におけるこの運動は、アメリカにおける文化地理学の景観研究、レイモンド・ウィリアムズやスチュアート・ホールといったカルチュラル・スタディーズ研究者の理論、ラディカル地理学の勃興以降の政治経済地理学の発展などに強い影響を受けたもので、文化を社会のなかで意味が組み立てられる構築物、人々の利害関係のせめぎあいのプロセスとして再定義するものであった。景観は集合表象・思想・生産様式・社会秩序などの象徴的表現であり、イデオロギー性をはらむ記号が伝達・発信される社会闘争の場であるとみなされた。また、風景画をはじめとする景観の表象についても政治性が意識されるようになり、図像構成から作者の階級的背景を読み取ることができるとする観点が生まれた。
新しい文化地理学においては「位置性（英: Positionality）」の問題が俎上に乗せられた。これは、文化が誰により、何を代表して描写されるものであるかという問題である。ここでは、調査者が研究地において自分の望む「文化」を選択してきたこと、とくに第三世界を対象とした研究において、研究者が所属する先進国の文化と研究対象地のそれの差異が強調されたこと、そうした関係が植民地主義的であることなどが自省的に批判された。また、従来の文化地理学が農村の歴史的で「変化しない」景観のみを主題に選んだことについても位置性の観点から問題視された。

### 「新しい文化地理学」に対する批判
新しい文化地理学に対する批判は、新しい文化地理学が①言語論的や記号論的なものに傾倒し、政治的、物質的なものを軽視している、②方法論的な厳密性を欠くゆえ「何でもあり」の分野になっている、③ポスト構造主義的な、尊大で排他的なジャーゴンを濫用している、④「流行としての理論」が現実に先行し、実証的データをうわべを取りつくろうだけの貧弱なものとして扱っている、⑤統合的な理論を打ち立てる可能性を放棄し、世界を相対主義的で、表層的な理論しか有しない事例研究の集合体に変えてしまった、という5つの批判に集約することができる。
リチャード・ピートは、言語に依存して景観を解読するダンカンの手法は、表象の外にある、人々が自身の世界を再創造する物質的なプロセスを抽象化してしまうと論じた。また、ドン・ミッチェルは新しい文化地理学がなおも「文化」を物象化していることを批判した。ミッチェルは、文化という概念は実態のないまやかしの存在であり、特定の権力闘争の勝者により作り上げられた、差異、社会秩序、権力関係を説明する手段としての「文化の観念」があるだけであると論じた。
これに対し、コスグローヴは、新しい文化地理学が文化に存在論的価値を与えようとしたことはなく、新しい文化地理学者の研究はミッチェルのそれと足並みの揃ったものだと主張する。また、彼は文化というメタファーがいかなる下部構造に基づいているかを明らかにしようとするミッチェルの論説を「隠喩は修辞学的な仕掛けでしかない」と退けた。また、ジャクソンはミッチェルの「文化は説明されるものであり説明の手段ではない」という論点について合意すると同時に、彼が文化の物質性と制度性を軽視することを問題視する。ジャクソンはこの議論に際して、言語や表象だけで政治学を語る「徹底的につまらない文化地理学を生産する危険性」を回避するために、物質世界への視点の重要性を指摘した。

### 文化地理学の再物質化と「新しい唯物論」

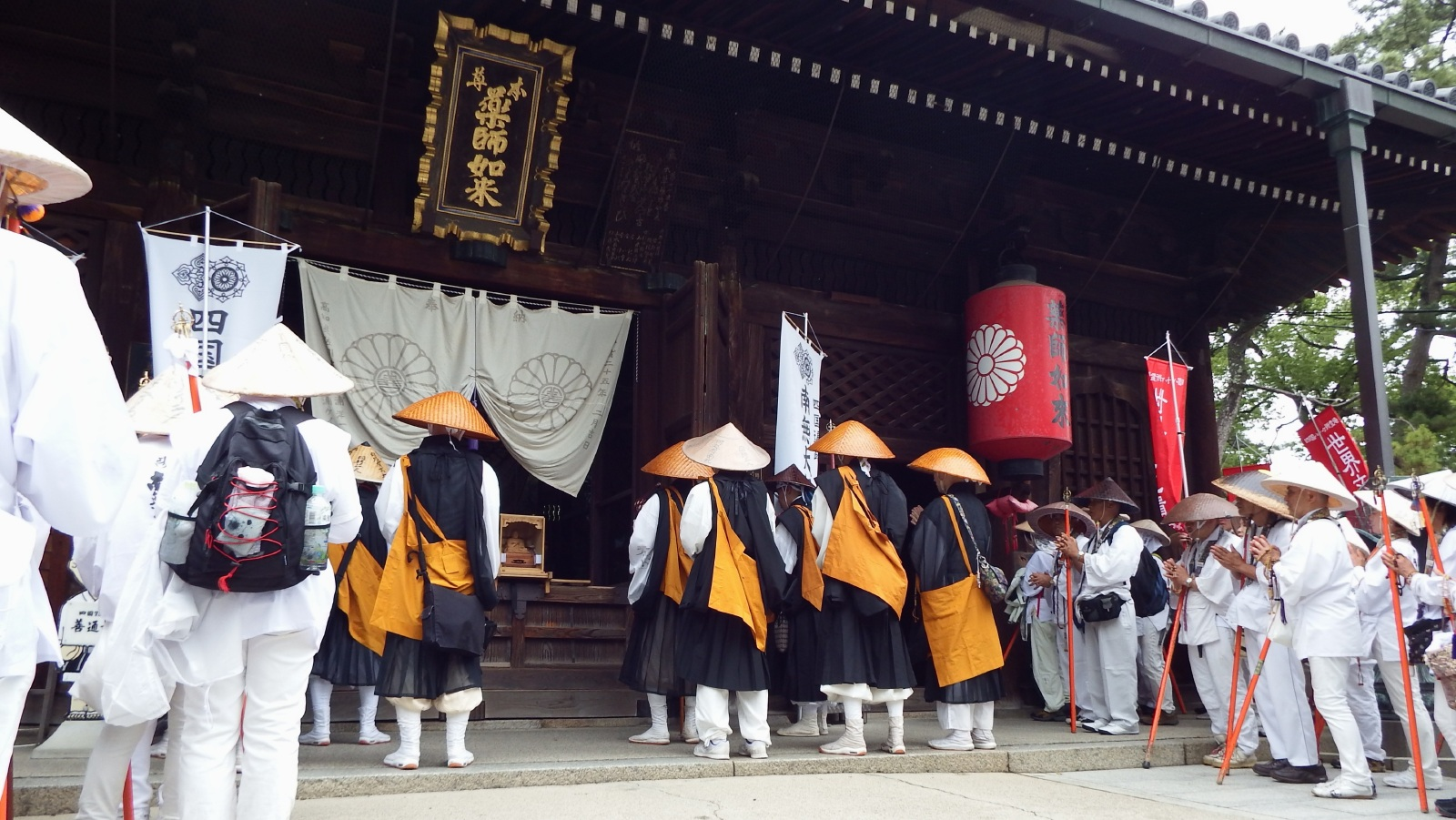
四国八十八ヶ所の寺院を巡る遍路は、民間信仰ゆえ正当な教義を持つものではなかった。しかし、遍路が観光産業に取り込まれた結果、真言宗の一部が徒歩という身体の実践と菅笠、金剛杖という巡礼道具を重要視する「正統な遍路」のあり方を主張した。ここでは、身体実践や宗教器具といった二次的な「もの」が正当性や神聖性といった一時的な「もの」を作り上げたといえる。

「新しい文化地理学」の言語的なもの、表象的なものを偏重する性質は反発を生み、1990年代後半から2000年代初頭ごろより物質的なものや視覚的なイメージに注目する新たな展望が生まれ始める。これを物質論的転回（英: Material turn）と呼ぶ。ジャクソンは、2000年の「社会・文化地理学を再物質化する（英: Rematerializing social and cultural geography）」において、現代社会におけるローカルなものとグローバルなものが複雑に絡み合ったネットワークが、空間や場所を作り上げる歴史的過程を取り上げた。物質的な要素に注目するという側面において、ジャクソンの論文はバークレー学派の文化地理学と一致している。しかし、後者があくまで物質を人間によって作られ、使われる受動的な存在として扱うのに対して、前者における物質は、人間の諸関係を作り出す能動的な存在である。
2000年代に顕著になった物質論的転回の傾向は、「新しい唯物論（英: New materialism）」と呼ばれる研究群として形をなした。このアプローチはアクターネットワーク理論、アジャンスマンの概念、ポスト人間主義などに基づく研究と関連している。「新しい唯物論」の研究群は、マルクス主義、ポスト構造主義、フェミニズム、ポストコロニアル理論など様々な分野の研究成果の影響を受けており、単一の存在論、認識論、方法論を共有するものではないものの、社会生活の構築において物質が果たすパフォーマティブな役割への関心と、物質の生き生きとした性質および行為能力の評価の評価について関心を持っているという点で共通している。